# Justicia takhinensis
Justicia takhinensis är en akantusväxtart som beskrevs av R. Atkinson. Justicia takhinensis ingår i släktet Justicia och familjen akantusväxter. Inga underarter finns listade i Catalogue of Life.